# Hama
Hama (tiếng Ả Rập: حماة Ḥamāh, [ħaˈmaː]; tiếng Syriac: ܚܡܬ Ḥmṭ, "pháo đài"; tiếng Hebrew Kinh Thánh: חֲמָת Ḥamāth) là một thành phố nằm bên bờ sông Orontes ở miền tây-trung Syria. Nó nằm cách Damascus 213 km (132 mi) về phía bắc và cách Homs 46 kilômét (29 mi) cũng về phía bắc. Đây là thủ phủ của tỉnh Hama. Với dân số 854.000 (thống kê 2009), Hama là thành phố lớn thứ bốn Syria sau Aleppo, Damascus và Homs.
Thành phố nổi tiếng về 17 guồng đạp nước ngày xưa dùng để tưới vườn, các vườn này được xây năm 1100 TCN theo truyền thống. Ngày nay, các guồng này hầu như chỉ là đồ trang trí truyền thống.
Trong các thập niên gần đây, thành phố Hama được nổi tiếng vì phản đối chính quyền Ba'ath, nhất là vì tổ chức Anh em Hồi giáo. Thành phố bị Quân đội Syria tấn công tàn bạo trong cuộc náo loạn tại Hama 1964 và nổi dậy Hồi giáo tại Syria, và nhất là năm 1982, khi vào khoảng 25.000 thường dân và chiến sĩ bị giết trong thảm sát tại Hama. Thành phố Hama lần nữa bị quân đội Syria vây hãm vì là một trong những chiến trường của cuộc nổi dậy của nhân dân năm 2011.